# Mycetophila artyomi
Mycetophila artyomi är en tvåvingeart som beskrevs av Zaitzev 1998. Mycetophila artyomi ingår i släktet Mycetophila och familjen svampmyggor. Inga underarter finns listade i Catalogue of Life.